# Clara Serina
Clara Maria Teresa Serina (Itapetininga, 22 dicembre 1949) è una cantante e compositrice brasiliana naturalizzata italiana.

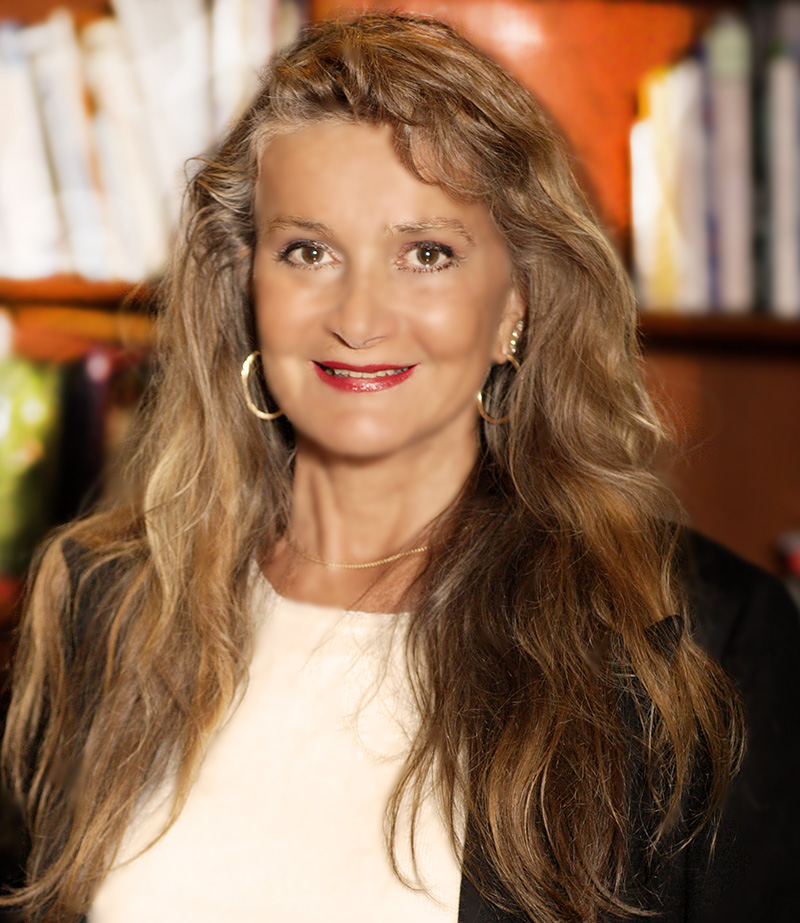
Clara Serina

È principalmente conosciuta come voce femminile del gruppo musicale I Cavalieri del Re, che fra gli anni settanta e gli anni ottanta interpretò le sigle di numerosi cartoni animati trasmessi in Italia, come Lady Oscar, Kimba, il leone bianco, Lo specchio magico e La ballata di Fiorellino.

## Biografia
Nata in Brasile da genitori italiani, emigrati da Cremona, Clara si trasferisce in Italia a Milano all'età di 21 anni per frequentare inizialmente la facoltà di Medicina all'Università degli Studi di Milano e poi la facoltà di psicologia dell'Università degli Studi di Padova. Successivamente al conseguimento della laurea in psicologia si specializza in psicoterapia e in psicoanalisi.
Nel 1980 diventa una delle due voci femminili del gruppo I cavalieri del re, fondato dall'allora marito Riccardo Zara e composto, oltreché da loro due, dal figlio Jonathan Samuel Zara e da Guiomar Serena Serina, sorella di Clara. Il gruppo incide le sigle di numerosi cartoni animati di grande successo come Lady Oscar e L'Uomo Tigre, ma si scioglie e l'attività si interrompe a metà degli anni ottanta. Nello stesso periodo presta la voce anche negli spot pubblicitari come le caramelle Saila.
Negli anni successivi si dedica all'attività di psicoterapeuta e fonda a Milano il centro CREdEs (Centro Ricerche Evolutive dell'Essere), dove insegna counseling e naturopatia. Soltanto nell'anno 2000, su insistenza dei fan de I cavalieri del re, ritorna a cantare sul palco del concerto La notte delle sigle, riprendendo ufficialmente la propria attività di cantante. In seguito Clara è apparsa in numerosi eventi e fiere legate al mondo del fumetto e dell'animazione (Lucca Comics & Games, Mantova Comics & Games, Romics) ed in numerose trasmissioni televisive (I migliori anni, Matricole & Meteore, I soliti ignoti).
Nel 2012 Clara pubblica un CD di canzoni natalizie intitolato Merry Christmas, e nel 2013 il singolo Mi ami anche tu, interpretato in duetto con Manuel De Peppe, cui segue la versione spagnola Me Amas También.
Clara e Manuel iniziano a collaborare su altri nuovi progetti. Nel 2015 esce il nuovo CD Clara Serina Story New Version dove rilegge in chiave solista i successi dei Cavalieri del Re; il CD contiene inoltre cinque brani inediti.
Nel 2017 partecipa insieme a Cristina D'Avena, Enzo Draghi, Giorgio Vanni, Piero Cassano e altri artisti al brano Alza gli occhi e vai, canzone nata da un'idea di Ninni Carucci e da lui composta insieme a Gaetano La Candia, Riccardo Lasero, Franco Fasano, Alessio Saglia, Andrea Lo Vecchio e Renzo Talamoni con lo scopo benefico di raccogliere fondi per la città di Amatrice in seguito al terremoto del 24 agosto 2016. Il progetto della canzone vede l’impegno della costruzione di una scuola di musica per Amatrice.
A settembre 2019 esce il nuovo singolo Angel Light. Scritto e composto in inglese interamente da Clara Serina, arrangiato a New York da Manuel De Peppe, è accompagnato da un videoclip diretto da Juliano Furgeri uscito su YouTube.
A fine novembre 2020 esce il CD compilation Il Mondo di Domani di Riccardo Lasero & friends, prodotto da Riccardo Lasero e realizzato a scopo benefico con l'intenzione di devolvere l'intero ricavato alla Protezione Civile Italiana come contributo alla lotta contro il Covid-19, contenente la canzone inedita Pensieri che passano scritta, composta ed interpretata appositamente da Clara Serina, con arrangiamento di Riccardo Lasero.
A luglio 2022 esce il doppio album From “Lady Oscar” to the movie “Buon lavoro” su etichetta Music universe a.c.m..
A gennaio 2023 partecipa alla terza edizione di The Voice Senior, non venendo comunque selezionata.

## Discografia

### Singoli
- 2013 - Canto Africa (Maxi Single)
- 2013 - Mi ami anche tu/Me Amas También (con Manuel De Peppe)
- 2015 - Astronave cioccolato  (Audiolibro più singolo)
- 2017 - Sant'Ignazio da Santhià  (singolo)
- 2017 - Alza gli occhi e vai  (singolo) (partecipazione insieme ad altri artisti al progetto per Amatrice)
- 2019 - Angel Light  (singolo)
- 2020 - La Trattoria dei Nerds  (singolo)

### Album in studio
- 2012 - Merry Christmas (CD)
- 2015 - Clara Serina Story New Version (CD + Libro)
- 2022 - From "Lady Oscar" to the movie "Buon lavoro" (doppio CD)

## Opere
- Una vita da sogno. Trame di realtà e di poesia nel sogno, Milano, F. Angeli, 1997. ISBN 88-464-0337-1.
- L'universo riflesso. Viaggio nell'occhio virtuale dell'osservatore, Milano, F. Angeli, 1998. ISBN 88-464-0749-0; Milano, C. Serina, 2004. ISBN 88-88431-01-2.
- Mamma... papà... se ci sei batti un colpo! Genitori oggi: costruire un nuovo rapporto con i figli al di là dei ruoli, Milano, F. Angeli, 1999. ISBN 88-464-1354-7.
- I bambini raccontano... la morte. Riflessioni sulla vita, Milano, C. Serina, 2001. ISBN 88-88431-00-4.
- Se mi vedi, esisto... esisti! Immagine, fotografia e comunicazione, Milano, C. Serina, 2007. ISBN 978-88-88431-03-1.